# Constel·lació del Lleó
La constel·lació del Lleó (Leo), de símbol , és una constel·lació del Zodíac que el Sol travessa del 10 d'agost fins al 16 de setembre. Es troba entre la constel·lació de lluminositat feble de Cancer a l'oest i la de Virgo a l'est. Aquesta constel·lació conté moltes estrelles brillants, com Regulus (α Leonis), el cor del Lleó, i Denebola (β Leonis), la cua.

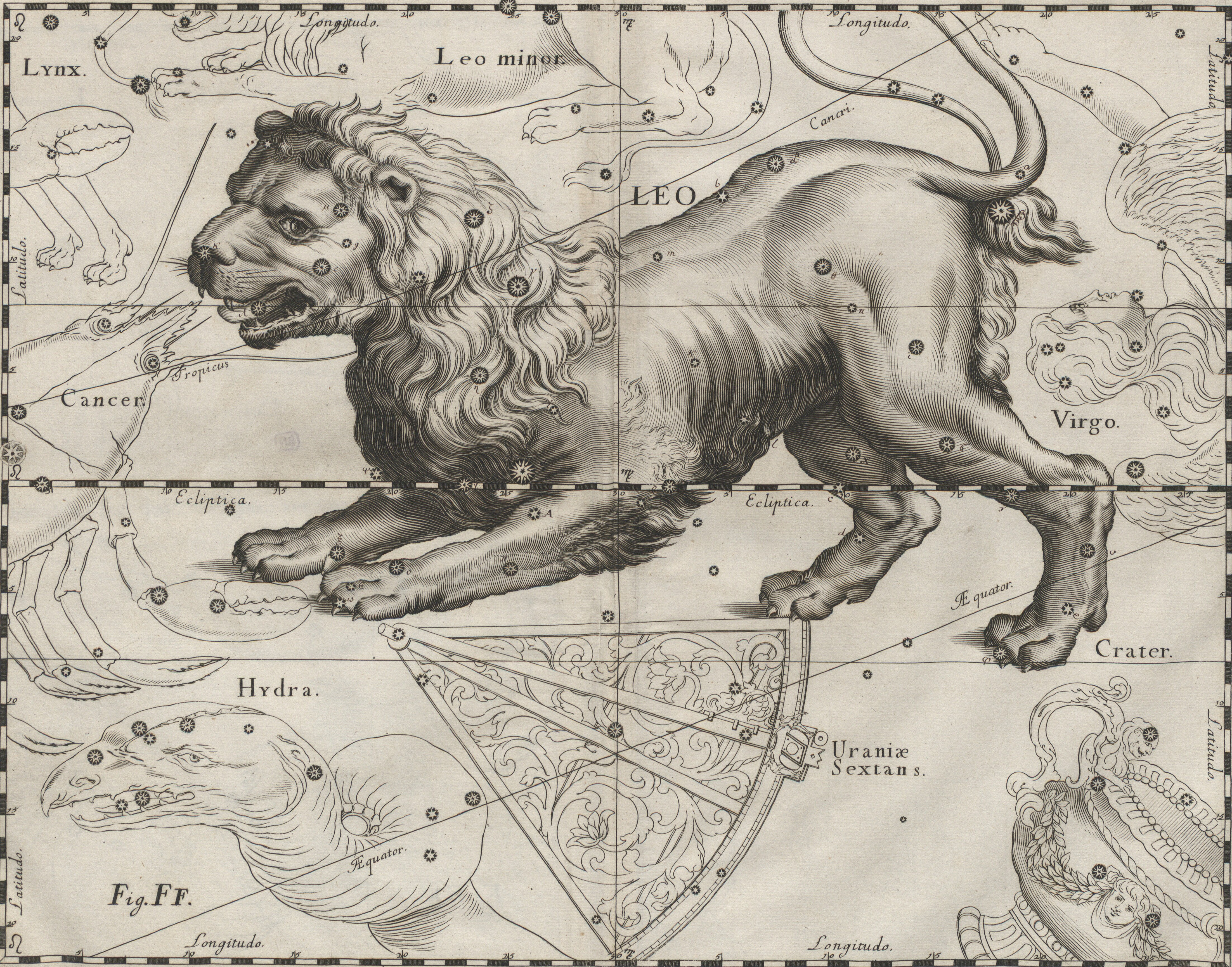
Constel·lació del Lleó a lUranographia de Johannes Hevelius.

Delimitació de la constel·lació del Lleó segons la IAU.

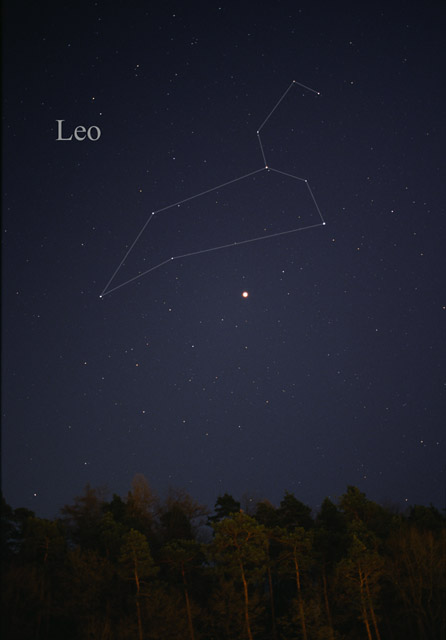
Leo al cel nocturn.

## Mitologia
Com totes les constel·lacions del Zodíac, Leo té un origen molt antic. Mencionat per l'astrònom Claudi Ptolemeu (ca. 85 - ca. 165) en el seu Almagest es feia correspondre a la mitologia grega amb el lleó de Nèmea mort per Hèracles en el primer dels seus dotze treballs.
Eratòstenes (276 aC - 194 aC) i Gai Juli Higí (64 aC - 17) afirmen que el lleó fou col·locat al cel perquè és el rei de les bèsties. Mitològicament parlant, es considera que aquest és el lleó de Nemea, mort per Hèracles com el primer dels seus dotze treballs. Nèmea és una ciutat al sud-oest de Corint. Allà el lleó vivia en una cova amb dues boques, sortint per endur-se'n a la gent de la contrada, que es trobava atemorida. El lleó era una bèstia invulnerable de filiació incerta: Es deia que fou engendrat pel gos Ortros, el monstre Tifó o, fins i tot, que era la descendència de Selene, la deessa de la Lluna. La seva pell era a prova de totes les armes, com descobrí Hèracles quan disparà una fletxa al lleó i veure que simplement rebotava.
Sense desanimar-se, Hèracles aixecà la seva poderosa porra i fer retrocedir l'animal, que es retirà a la seva cova. Hèracles bloquejà una de les entrades i entrà per l'altra. Lluitar amb el lleó, tancant el seu braç enorme al voltant de la seva gola i ofegant la bèstia fins a la mort. Hèracles s'emportà el cadàver del lleó en triomf sobre les seves espatlles. Més tard utilitzà les urpes afilades de la criatura per tallar-li la pell, que portava com a capa. La boca oberta del lleó que es movia per sobre del seu propi cap fe que Hèracles semblés més temible que mai.

## Característiques
Leo és la 12a constel·lació més gran en mida, ocupant una àrea de 947 graus quadrats. Es troba al segon quadrant de l'hemisferi nord (NQ2) i es pot veure a latituds entre +90° i –65°. Les constel·lacions veïnes són Cancer, Coma Berenices, Crater, Hidra, Leo Minor, Linx, Sextans, Ursa Major i Virgo. La forma genitiva de Lleó, utilitzada en els noms d'estrelles, és Leonis. L'abreviatura de tres lletres, adoptada per la Unió Astronòmica Internacional (IAU) el 1922, és Leo.
La constel·lació del Lleó conté cinc objectes Messier: Messier 65 (M65, NGC 3623), Messier 66 (M66, NGC 3627), Messier 95 (M95, NGC 3351), Messier 96 (M96, NGC 3368) i Messier 105 (M105, NGC 3379). ). Té 76 exoplanetes coneguts. El Lleó pertany a la família de constel·lacions del zodíac, juntament amb Aries, Taure, Bessons, Cranc, Verge, Balança, Escorpió, Sagitari, Capricorn, Aquari i Peixos. L'estrella més brillant del Lleó és Regulus, α Leonis, amb una magnitud aparent d'1,35.
El Lleó és una de les 15 constel·lacions equatorials. Conté 14 estrelles amb nom que han estat aprovats oficialment per la Unió Astronòmica Internacional (IAU): Adhafera, Algieba, Alterf, Chertan, Denebola, Dingolay, Formosa, Moriah, Noquisi, Rasalas, Regulus, Sagarmatha, Subra i Zosma.
Hi ha dues pluges de meteors associades a la constel·lació. Els Leònids solen assolir el seu màxim entre el 17 i el 18 de novembre de cada any i tenen una radiació a prop de la brillant estrella γ Leonis o Algieba. Els Leònids de gener són una pluja menor que assoleix el pic entre l'1 i el 7 de gener.

### Estrelles principals

#### Regulus (α Leonis)

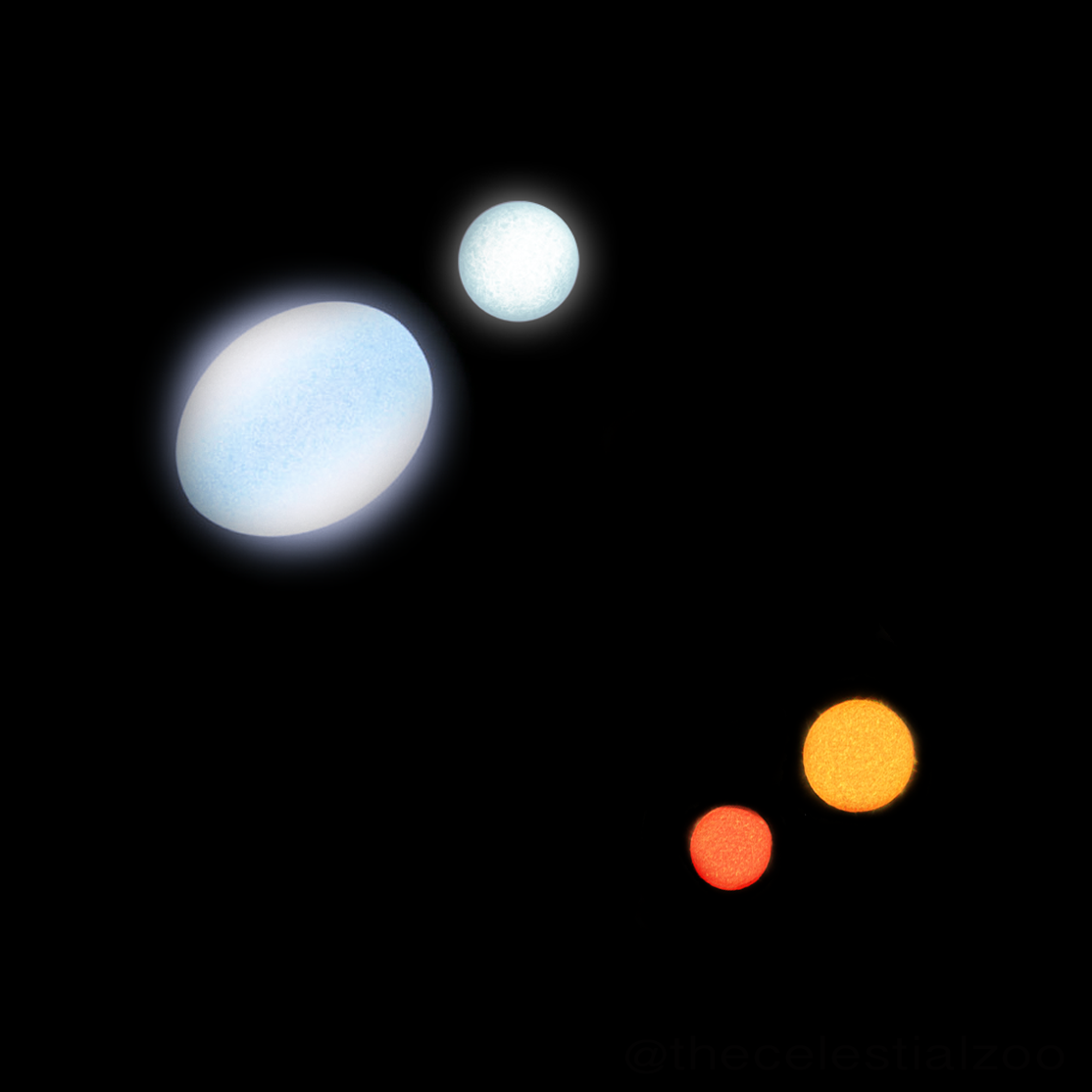
El sistema de Regulus o α Leonis. A la part superior Regulus Aa i Regulus Ab (la nana blanca). A la part inferior Regulus B (taronja) i Regulus C (roja).

Regulus, α Leonis, és l'estrella més brillant del Lleó i la 22a estrella més brillant del cel. Té una magnitud aparent d'1,35 i es troba a uns 77 anys llum de distància de la Terra. És l'estrella brillant més propera a l'eclíptica, per aquest motiu, és eclipsada regularment per la Lluna i, rarament, per Mercuri i Venus. A l'hemisferi nord, Regulus es veu millor al vespre a finals d'hivern i primavera. L'única època de l'any en què l'estrella no es pot veure és durant un mes a banda i banda del 22 d'agost, quan es troba massa a prop del Sol.
En realitat Regulus és un sistema de quatre estrelles format per dos parells d'estrelles. Regulus A és una estrella binària espectroscòpica composta per una estrella de la seqüència principal de color blau-blanc pertanyent al tipus espectral B7 V, i una estrella acompanyant que es creu que és una nana blanca. Les dues estrelles completen una òrbita al voltant del seu centre de massa comú cada 40 dies aproximadament. Regulus A és una estrella jove, d'uns quants milions d'anys, i té una massa ~3,4 M☉. L'estrella és un rotador excepcionalment ràpid, amb un període de rotació de només 15,9 hores. Com a resultat, té una forma oblata. Si girés un 16 % més ràpid, la força centrípeta proporcionada per la gravetat de l'estrella no seria suficient per mantenir l'estrella unida. La nana blanca té una massa Mnb ≃ 0,3 M☉ i un període orbital de Tnb ≃ 40,11 d.
Regulus B i Regulus C comparteixen un moviment propi comú. Es troben a una distància angular de 177 segons d'arc de Regulus A. Són estrelles de seqüència principal més tènues amb una magnitud aparent de 8,14 i 13,5. Regulus B (α Leo B) és una estrella de ∼0,8 M☉ de tipus espectral K2 V; la component C (α Leo C) és una nana roja M4 V molt tènue amb una massa de ∼0,2 M☉. Les dues estrelles estan separades per unes 100 unitats astronòmiques i tenen un període orbital de 2 000 anys.
Els grecs coneixien la constel·lació com Λέων, ‘lleó’, i hom pot distingir la forma d'un lleó ajupit entre les seves estrelles. El cap i el pit estan perfilats per sis estrelles disposades en forma de falç. Als peus de la falç, segons Ptolemeu marcant el cor del lleó hi ha l'estrella més brillant de la constel·lació, Regulus, que en llatí significa ‘petit rei’. Figura aquest nom per primera vegada en diverses publicacions a principis del segle xvi per part de tres estudiosos diferents que semblen haver-lo derivat cadascun independentment del grec. Un dels primers a adoptar-lo fou l'astrònom polonès Nicolau Copèrnic (1473 - 1543). L'astrònom alemany Johann Bode (1747 - 1826), a la seva carta de Leo, afegí la paraula Kelb, de l'àrab kalb o qalb, que significa ‘cor’. Ptolemeu a l'Almagest l'anomenava Βασιλίσκος (Basiliskos, o Basiliscus en transliteració llatina) que vol dir el mateix. El nom Basiliskos l'emprà l'astrònom grec Gemí de Rodes (ca. 10 aC - ca. 60); els escriptors anteriors Arat i Eratòstenes no donaren cap nom a l'estrella, però els babilonis la coneixien com a Lugal, ‘rei’. Els àrabs l'anomenaven Qalb al-Asad, que significa ‘cor del lleó’, o simplement al-Malikī, ‘el reial o reial’.

#### Denebola
Denebola o β Leonis és la segona estrella més brillant del Lleó i la 61a estrella més brillant del cel. És una estrella de la seqüència principal amb la classificació estel·lar A3 V. Té una magnitud aparent de 2,113 i es troba a aproximadament 35,9 anys llum de la Terra. L'estrella es pot veure fàcilment sense prismàtics. El nom Denebola prové de l'àrab ðanab al-asad, que significa ‘la cua del lleó’.

Denebola té un una massa ~175 M☉ i un radi ~173 R☉ i ~12 L☉. Es classifica com a variable δ Scuti, la qual cosa significa que la seva brillantor varia lleugerament en un període d'unes poques hores, en concret 0,025 magnituds unes deu vegades al dia. És una estrella relativament jove, de menys de 400 milions d'anys. Igual que Regulus, Denebola és un rotador ràpid (128 km/s), que dona lloc a una forma oblata de l'estrella, amb una protuberància a l'equador. També presenta un fort excés d'infrarojos, la qual cosa suggereix que pot tenir un disc circumstel·lar de pols a la seva òrbita.

Posició de les estrelles principals de la constel·lació del Lleó. Les estrelles α, η, γ, ζ, μ i ε Leonis constitueixen l'asterisme anomenat the Sickle ‘la Falç’.

L'estrella pertany al supercúmul IC 2391, una associació estel·lar les estrelles membres de la qual comparteixen un moviment comú a través de l'espai, però no estan lligades gravitacionalment. Altres estrelles que pertanyen a aquesta associació són α Pictoris a la constel·lació del Cavallet del Pintor, β Canis Minoris a la constel·lació del Ca Menor, i les estrelles del cúmul obert IC 2391, també conegut com el Cúmul ο Velorum, situat a la constel·lació de la Vela.

#### Algieba
Algieba o γ Leonis és una estrella doble de magnitud aparent combinada d'1,98 i es troba a uns 130 anys llum de distància del Sol. És un sistema compost per una estrella gegant (γ1 Leonis) de tipus espectral K1 IIIbCN0.5 i una companya (γ2 Leonis) més tènue de tipus G7 IIICN-I. γ1 Leonis té una lluminositat ~180 L☉ i una magnitud aparent de 2,28. γ2 Leonis té una magnitud visual de 3,51, la seva lluminositat és ~50 L☉ i té un radi ~10 R☉. Les dues estrelles tenen un període orbital de 500 anys. És fàcil d'observar en un petit telescopi en bones condicions i apareix com una estrella doble brillant amb components vermell ataronjat i groc verdós. El seu nom Algieba o Al Gieba, prové de l'àrab Al-Jabhah ‘el front’. A vegades se l'anomena en llatí Juba.

#### Altres estrelles
Moltes estrelles menys lluminoses de Leo han rebut nom, hom pot parlar de Zosma (δ Leonis), Ras Elased Australis (ε Leonis), Adhafera (ζ Leonis), Chertan (θ Leonis), Al Minliar al Asad (κ Leonis), Alterf (λ Leonis), Rasalas (μ Leonis) i Subra (ο Leonis).

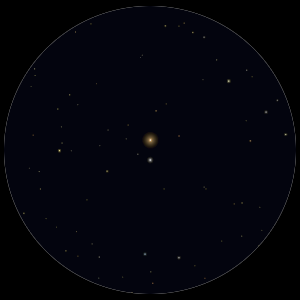
Algieba observada amb binoculars. Es diferencien clarament les dues estrelles.

Zosma o δ Leonis, és un altre rotador ràpid (180 km/s) amb una protuberància equatorial i una forma oblata. És una estrella blanca de la seqüència principal del tipus espectral A4 V, a uns 58,4 anys llum de la Terra. Té una magnitud visual de 2,56. És una mica més gran que el Sol (R ≃ 214 R☉), més calent i unes 15 vegades més lluminós. D'aquí a uns 600 milions d'anys, es convertirà en una gegant vermella. Se sospita que l'estrella és membre del grup en moviment de l'Ossa Major, un grup d'estrelles que inclou la majoria de les estrelles més brillants de l'Ossa Major que comparteixen un origen i moviment comú a través de l'espai. El nom Zosma prové del grec antic i significa ‘la faixa’.
Chertan o θ Leonis és una altra estrella blanca de la seqüència principal de tipus A2 V i una massa ~2,5 M☉. L'estrella és visible a ull nu. Té una magnitud aparent de 3,324 i es troba a uns 165 anys llum de distància del Sistema Solar. És molt més jove que el Sol amb una edat estimada de 550 milions d'anys. Exhibeix un excés d'emissió d'infrarojos, que indica la presència d'un disc circumstel·lar de pols. L'estrella té una velocitat de rotació projectada relativament alta, 23 km/s. Chertan peové de l'àrab al-kharātān ‘dues costelles petites'. També és coneguda per Chort, de l'àrab al-kharāt o al-khurt ‘costella petita’ i Coxa, del llatí coxae ‘maluc’.
Al Minliar o κ Leonis és una estrella binària de tipus K2 III amb una magnitud aparent de 4,46, a uns 210 anys llum de distància de la Terra. Al Minliar prové de l'àrab Minkhir al-Asad ‘el musell del lleó’.
Alterf o λ Leonis és una estrella de classe K5, a uns 336 anys llum del Sol. Té una magnitud aparent de 4,32. El nom Alterf prové de l'àrab aṭ-ṭarf ‘la vista (del lleó)’.
Subra o ο Leonis és una estrella doble a uns 135 anys llum de distància de la Terra. Els dos components del sistema ο Leonis pertanyen a les classes espectrals F9 III (un gegant) i A5 mV (una estrella de la seqüència principal). Tenen una magnitud aparent combinada de 3,53.

Animació de dos fotogrames de l'estel proper Wolf 359 observat des de la sonda New Horizons i des de la Terra. S'observa clarament la paral·laxi.

Al Jabbah o η Leonis és una supergegant blanca que pertany a la classe espectral A0 Ib. Té una magnitud aparent de 3,511 i es troba a uns 2 000 anys llum de distància de la Terra. Tot i que sembla relativament tènue a simple vista, l'estrella és 5 600 vegades més lluminosa que el Sol i té una magnitud absoluta de –5,60. Se sospita que l'estrella forma part d'un sistema binari.
Adhafera o ζ Leonis és una estrella gegant que pertany a la classe espectral F0 III. Adhafera prové de l'àrab al-ðafīrah ‘el rínxol, la trena’. Té una magnitud visual de 3,33 i es troba a uns 274 anys llum de distància del Sistema Solar. Té una lluminositat ~85 L☉. Té un company òptic, 35 Leonis, que té una magnitud aparent de 5,90. 35 Leonis es troba a 325,9 segons d'arc de distància d'Adhafera i només és un company de línia de visió, ja que es troba a només 100 anys llum de la Terra.
Wolf 359 o CN Leonis és una nana vermella, 50 000 vegades menys lluminosa que el Sol. Es tracta de la 5a estrella més a prop del Sistema Solar (7,78 anys llum). La seva magnitud absoluta és només 16,55, la qual cosa la fa l'objecte menys brillant conegut en el veïnatge del Sistema Solar. La massa i el radi són ~0,11 M☉ i ~0,14 R☉, respectivament.

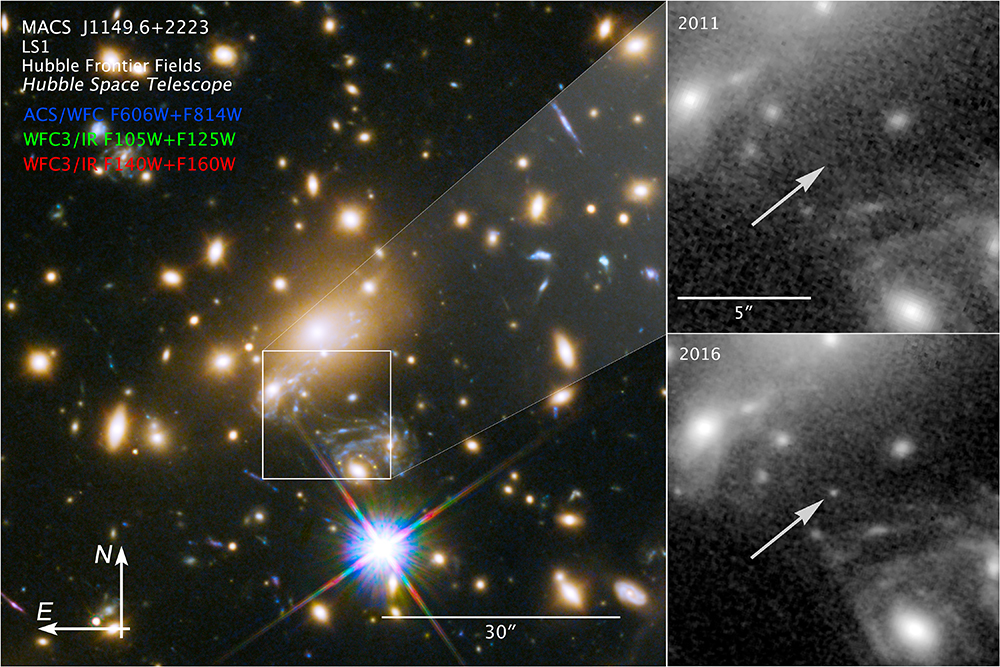
Un cúmul massiu (esquerra) augmentà Ícar més de 2 000 vegades, fent-la visible des de la Terra (inferior a la dreta) tot i que es troba a 9 000 milions d'anys llum de distància, massa llunyà per ser vista individualment amb els telescopis actuals. No era visible l'any 2011 (a dalt a la dreta).

Ícar (MACS J1149 Lensed Star 1) és la segona estrella individual més llunyana descoberta fins ara. És una supergegant blava del tipus espectral B, situada a 14 400 milions d'anys llum de la Terra. Fou descoberta el 2018 per un equip d'astrònoms que estaven estudiant la supernova de lents múltiples SN Refsdal amb el telescopi espacial Hubble. Tant Ícar com la supernova eren visibles al camp del massís cúmul de galàxies MACS J1149+2223, que actuava com a lent gravitatòria per als dos objectes. La llum de l'estrella trigà 9 340 milions d'anys a arribar a la Terra. La distància en moviment conjunt de 14 400 milions d'anys llum no correspon al temps de retrospectiva perquè té en compte l'expansió de l'univers en el temps que trigà a arribar la llum de l'estrella.

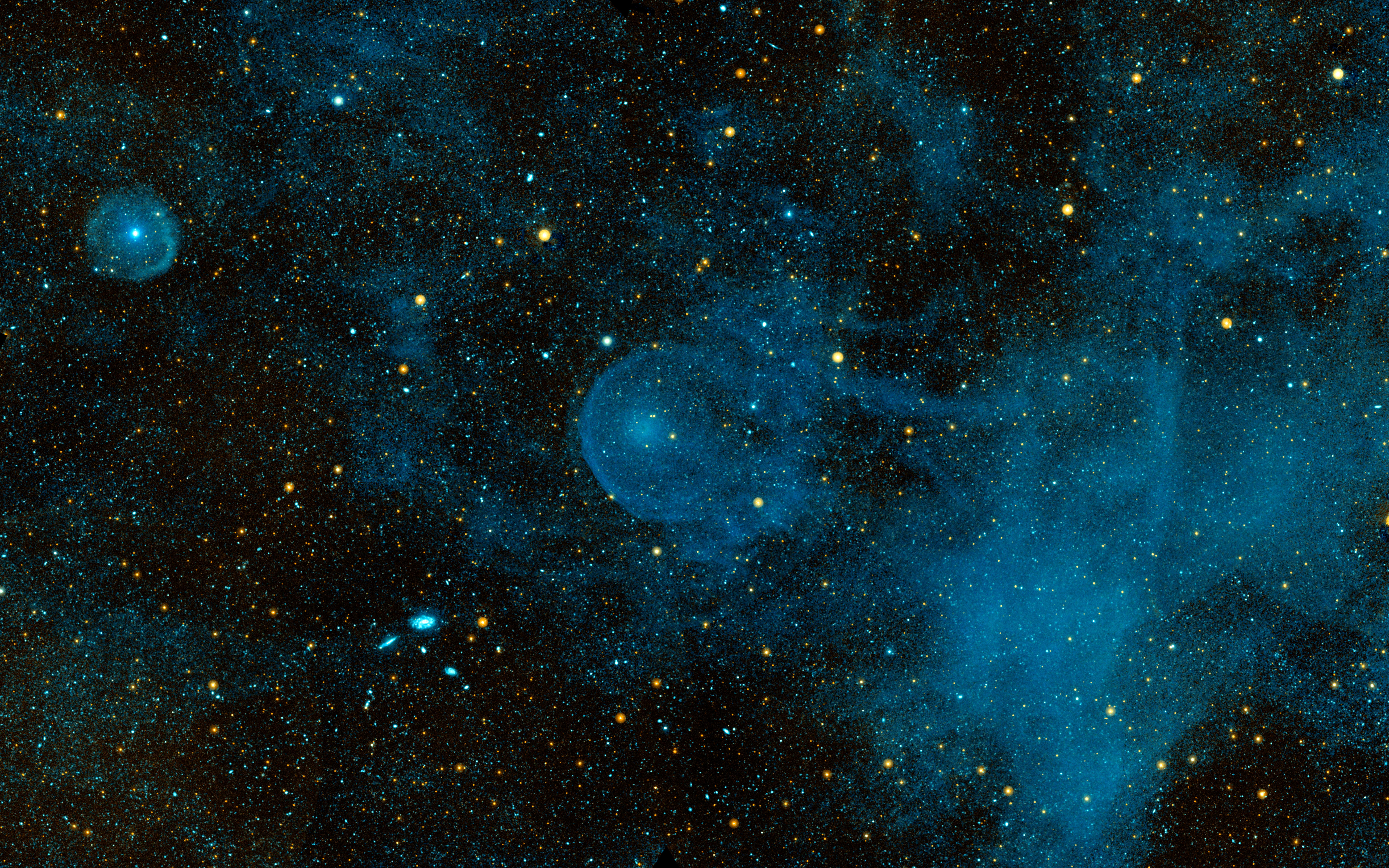
CW Leonis (llum ultraviolada).

CW Leonis (IRC + 10216) és una estrella de carboni incrustada en un gruixut embolcall de pols. Es troba entre 390 i 490 anys llum de distància del Sol. Es troba en una etapa tardana de la seva evolució, desapareixent de la seva capa exterior per convertir-se finalment en una nana blanca. L'embolcall gasós, ric en carboni, té uns 69 000 anys i l'estrella perd una enorme quantitat de massa cada any. Es creu que el seu embolcall estès té almenys 1,4 masses solars de material expulsat. Presenta variacions de brillantor durant un període de 649 dies. Té una lluminositat nominal d'11 300 L☉, però aquesta varia al llarg del cicle de pulsació, de 6 250 a 15 800 L☉. En conseqüència, la seva magnitud aparent també varia, oscil·lant entre 1,19 i 10,96.
R Leonis és una estrella gegant vermella del tipus M8 IIIe. Té una magnitud visual que varia de 4,4 a 11,3 amb un període de 312 dies i es classifica com a variable Mira. Les variables Mira són estrelles variables pulsadores que es troben en l'etapa tardana de l'evolució, de color molt vermellós i amb períodes de pulsació superiors als 100 dies. Finalment expulsen els seus embolcalls exteriors per formar nebuloses planetàries i es converteixen en nanes blanques en pocs milions d'anys. Es troba a uns 370 anys llum de distància del Sistema Solar. Quan està en la seva màxima brillantor, es pot veure sense prismàtics, i quan es troba a l'extrem més fosc de l'espectre, es necessita almenys un telescopi de 7 cm per veure l'estrella. Té un radi de 320-350 R☉.

## Objectes celestes

### Exoplanetes
A principis de 2024 s'havien descobert 76 planetes extrasolars orbitant estrelles de la constel·lació del Lleó. De les estrelles més importants tenen exoplantes descoberts Wolf 359 (Wolf 359 b i Wolf 359 c), υ Leonis (υ Leonis b), μ Leonis (μ Leonis b) i γ1 Leonis (γ1 Leonis b).

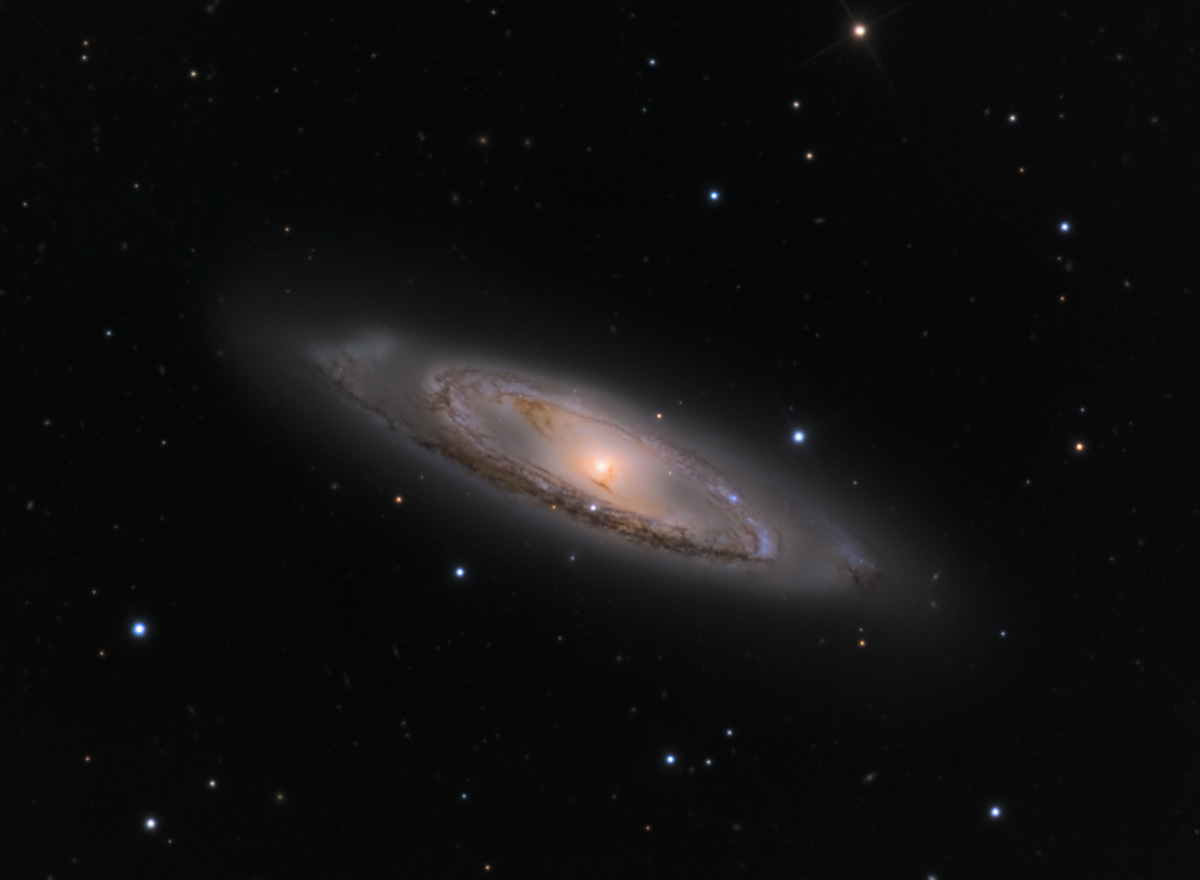
Messier 65.

### Triplet del Lleó

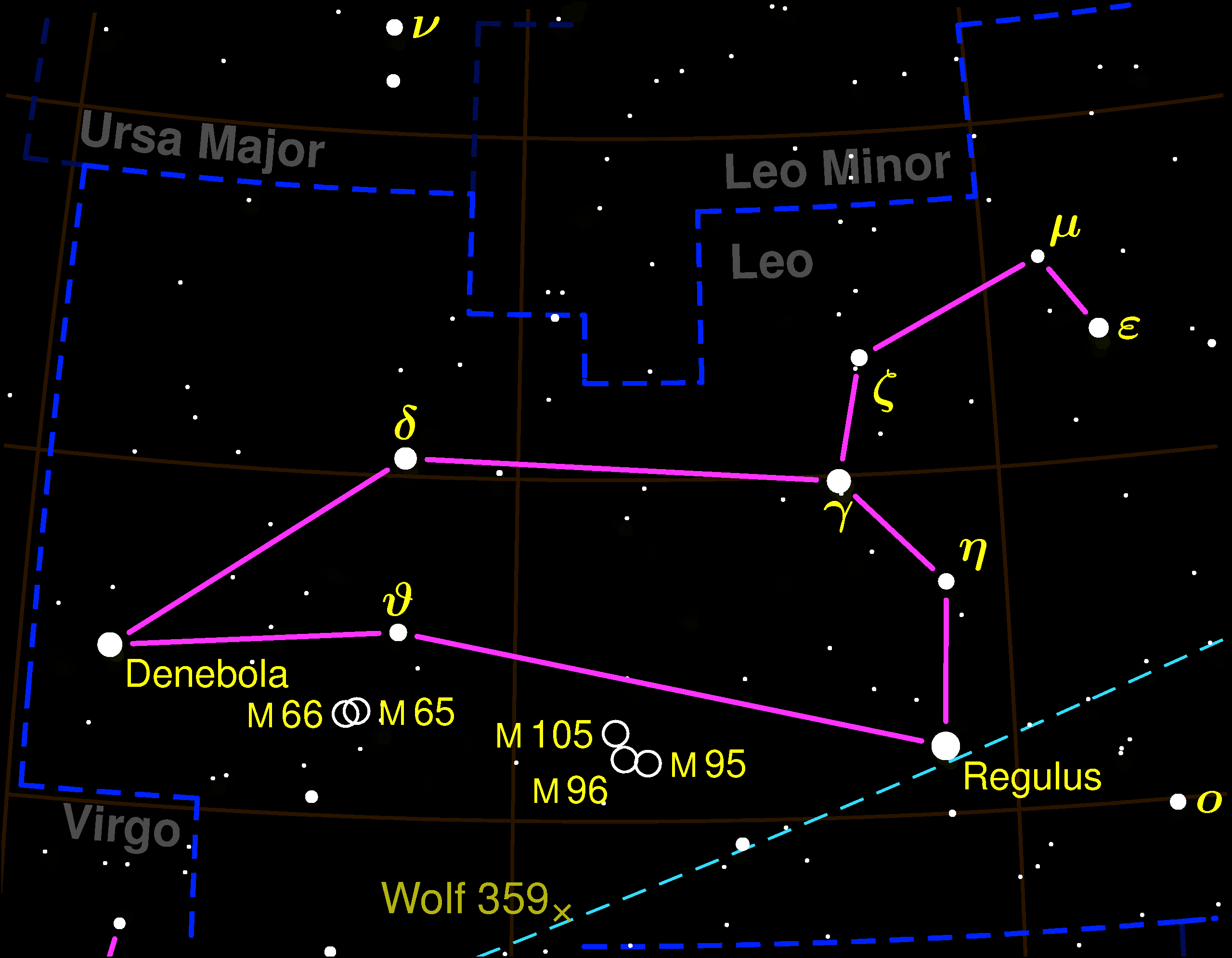
Posició de les principals galàxies de la constel·lació del Lleó.

M65, M66 i NGC 3628 formen el grup de galàxies Triplet del Lleó. Les dues primeres foren descobertes per l'astrònom alemany Charles Messier l'any 1780 i la darrera pel germano-britànnic William Herschel el 1784. Es troben a uns 35-36 milions d'anys llum de distància de la Terra.

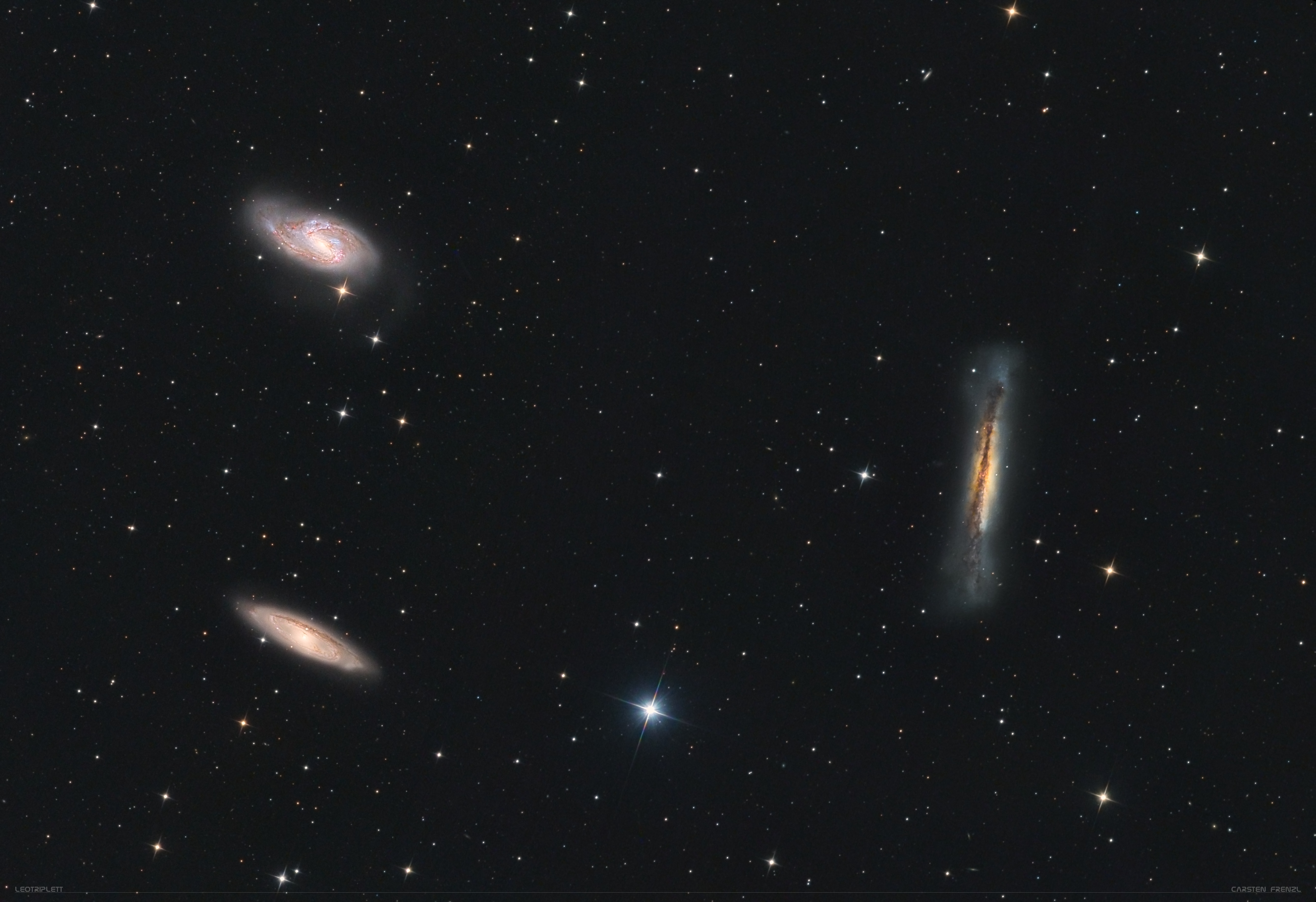
Triplet del Lleó. A l'esquerra M65 i M66, la primera damunt la segona, i a la dreta NGC 3628.

Messier 65 (M65, NGC 3623) és una galàxia espiral intermèdia d'una magnitud aparent de 10,25. M65 no conté molta pols i gas i no hi ha molta formació estel·lar. La majoria de les seves estrelles són velles. El disc de la galàxia sembla lleugerament deformat, cosa que, juntament amb una activitat d'esclat estel·lar recent, suggereix que està interactuant amb un altre objecte.
Messier 66 (M66, NGC 3627) és una galàxia espiral intermèdia amb una magnitud visual de 8,9. M66 té uns 95 000 anys llum de diàmetre i destaca pels seus carrils de pols i cúmuls estel·lars brillants. M66 i NGC 3628 tengueren una trobada en el passat, i la interacció gravitatòria entre ambdues donà lloc a una concentració de massa central excepcionalment alta en M66, una alta relació de massa molecular a atòmica i un grup resolt no corotating de material H i que es va eliminar d'un dels braços espirals de M66.
NGC 3628 (galàxia Hamburguesa) és una galàxia espiral sense barres que destaca per tenir una llarga cua de marea que abasta uns 300 000 anys llum i una banda de pols àmplia i enfosquida al llarg de la vora exterior dels seus braços espirals.

### Grup del Lleó I o M96

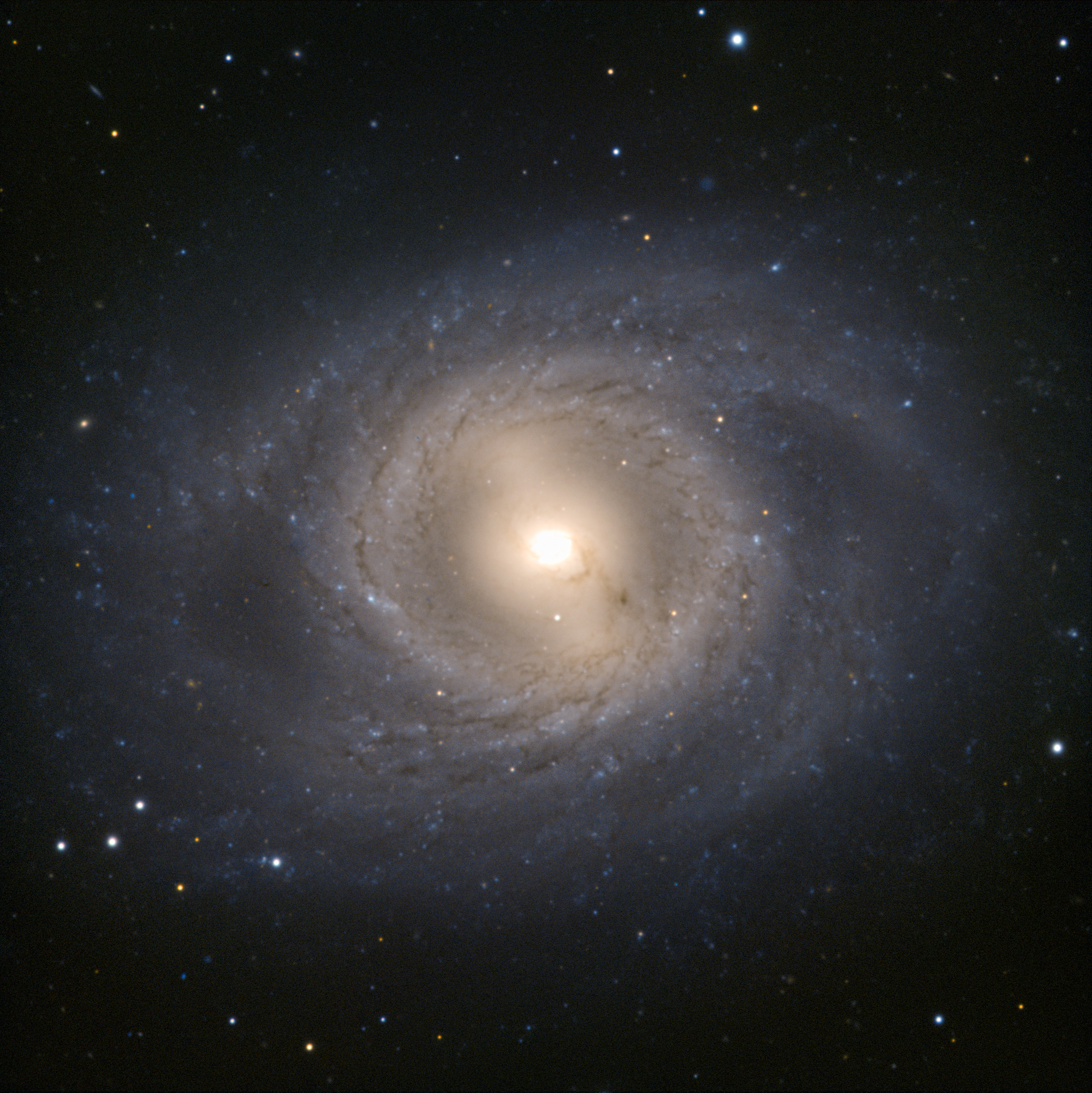
Messier 95.

Aquest grup conté entre 8 i 24 galàxies. M95, M96 i M105 foren descobertes el març de 1781 per l'astrònom francès Pierre Méchain (1744-1804). NGC 3384 fou descoberta per l'astrònom germano-britànic William Herschel el 1784.
Messier 95 (M95, NGC 3351) és una galàxia espiral barrada. Té una magnitud visual d'11,4 i es troba a aproximadament 38 milions d'anys llum de distància. La regió central de M95 té una regió d'esclat estel·lar en forma d'anell al voltant del nucli amb un diàmetre que abasta uns 2 000 anys llum. S'observa de cara, oferint una visió ideal de la seva estructura espiral. Els braços espirals formen un cercle gairebé perfecte al voltant del centre galàctic abans d'estendre's. El seu nucli daurat brillant conté un anell nuclear de formació estel·lar, de gairebé 2 000 anys llum de diàmetre, on té lloc una gran part de la formació estel·lar de la galàxia. Aquest fenomen es produeix principalment a les galàxies espirals barrades com Messier 95 i la Via Làctia. Es va observar una supernova a M95 el març de 2012 anomenada SN 2012aw.

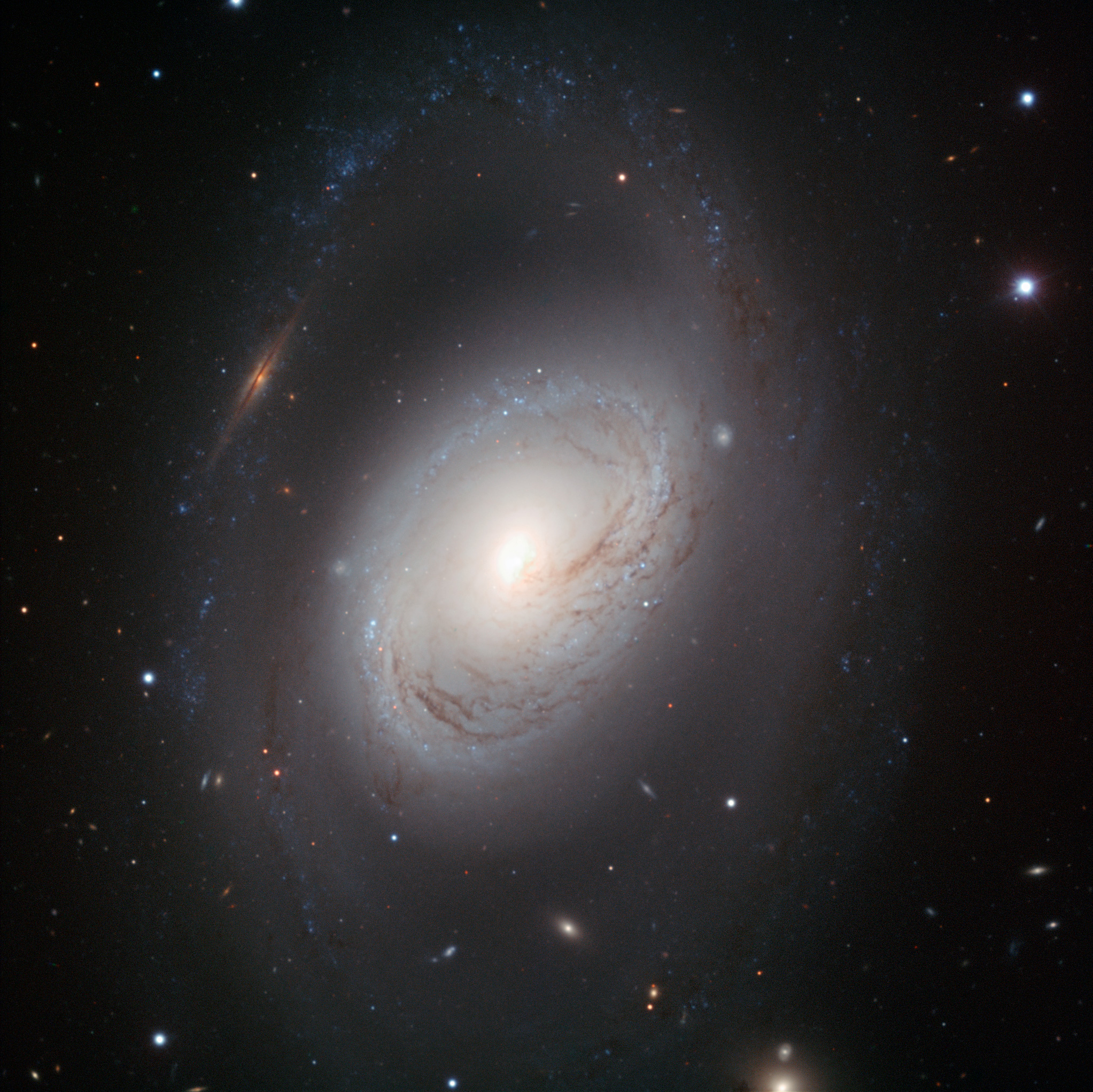
Messier 96.

Messier 96 (M96, NGC 3368) és galàxia espiral intermèdia de magnitud aparent de 10,1 i es troba a uns 31 milions d'anys llum de distància. És la galàxia més brillant del grup M96. Es classifica com una espiral de doble barra amb una petita protuberància interior pel centre juntament amb una protuberància exterior. Les emissions ultravioletes de la regió central de la galàxia suggereixen que té un forat negre supermassiu al seu nucli. Una supernova del tipus Ia, SN 1998bu, hi fou descoberta el maig de 1998.
Messier 105 (M105, NGC 3379) és una galàxia el·líptica d'una magnitud visual de 10,2 a uns 32 milions d'anys llum de distància. Té un forat negre supermassiu al seu centre.
NGC 3384 és una galàxia el·líptica, a aproximadament 35,1 milions d'anys llum de distància. Les estrelles de la regió central són molt antigues, més del 80 % d'elles són de la població II, amb més de mil milions d'anys.

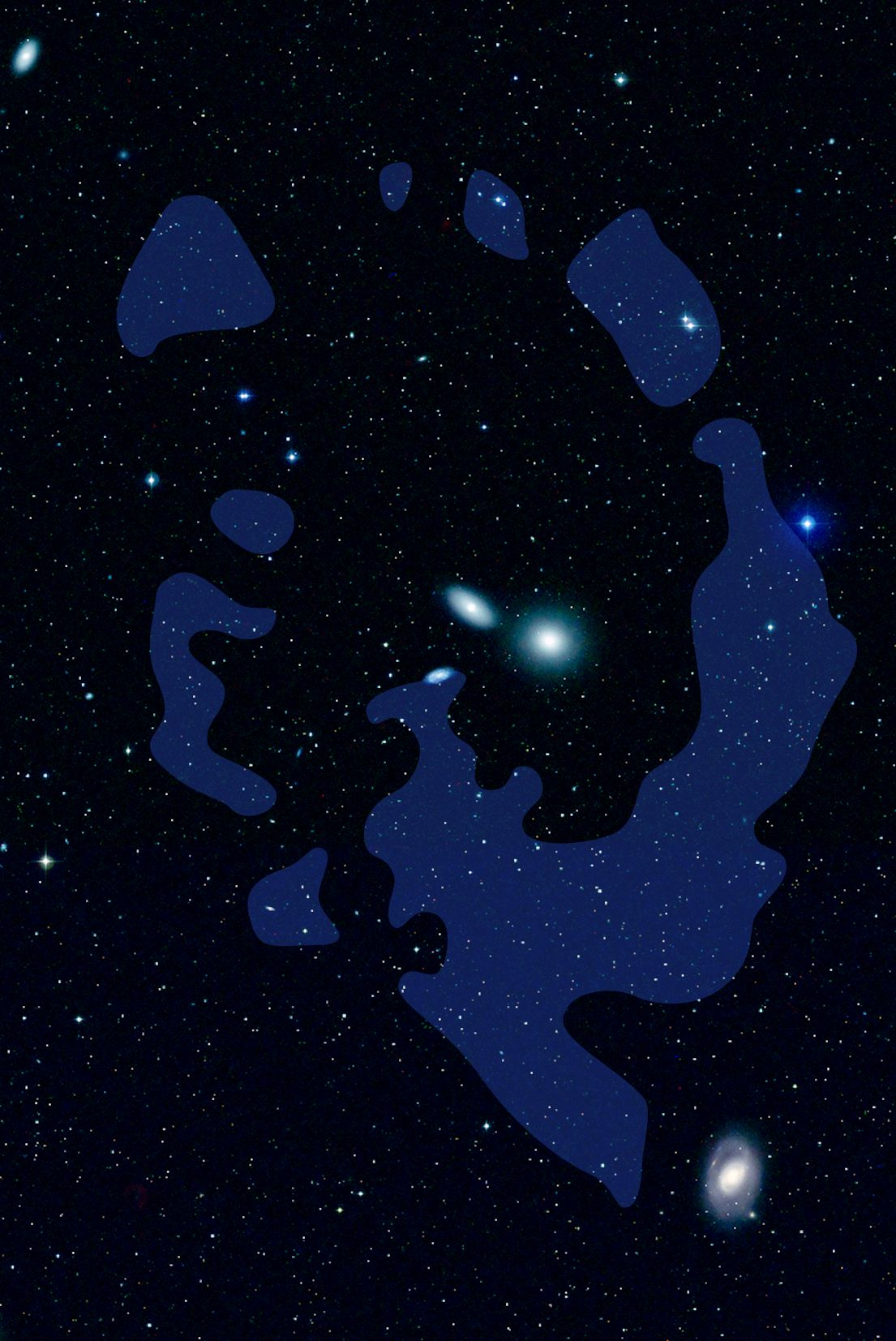
Anell del Lleó envoltant M105 i NGC 3384.

L'anell del Lleó és un enorme núvol primordial d'hidrogen i heli que es troba envoltant Messier 105 i NGC 3384. El núvol fou descobert per radioastrònoms l'any 1983.

### Grup NGC 3607
NGC 3607 és una galàxia espiral d'una magnitud visual de 10,8 i és membre del grup de galàxies Leo II (Grup NGC 3607).
NGC 3626 és una galàxia espiral d'estanquitat mitjana amb una magnitud visual de 10,6/10,9. Es troba a les proximitats de la brillant estrella δ Leonis (Zosma) i a uns 70 milions d'anys llum de distància. La galàxia pertany al grup NGC 3607, un dels molts grups de galàxies del grup Leo II.

### Altres
NGC 3593 és una galàxia espiral d'una magnitud aparent de 12,6.
NGC 3842 és una galàxia el·líptica, destacada per tenir un dels forats negres més grans coneguts. Es creu que el forat negre al centre de la galàxia té una massa de 9.700 milions de masses solars. La galàxia té una magnitud aparent de 12,8 i es troba a aproximadament 331 milions d'anys llum de distància de la Terra.
NGC 3596 és una galàxia espiral intermèdia amb una magnitud visual de 12,0. Va ser descobert per William Herschel l'any 1784. La galàxia es pot trobar a sota de la brillant estrella θ Leonis.
NGC 2903 és una galàxia espiral barrada. Té una magnitud visual de 9,7 i es troba aproximadament a 30,6 milions d'anys llum de distància del Sol. La galàxia va ser descoberta per William Herschel el 1784.
NGC 3357 és una galàxia el·líptica de Lleó. Va ser descobert per l'astrònom alemany Albert Marth el 5 d'abril de 1864.